# Pulvinella pulchella
Pulvinella pulchella är en insektsart som först beskrevs av Hempel 1899.  Pulvinella pulchella ingår i släktet Pulvinella och familjen skålsköldlöss. Inga underarter finns listade i Catalogue of Life.